# 탄소 상쇄

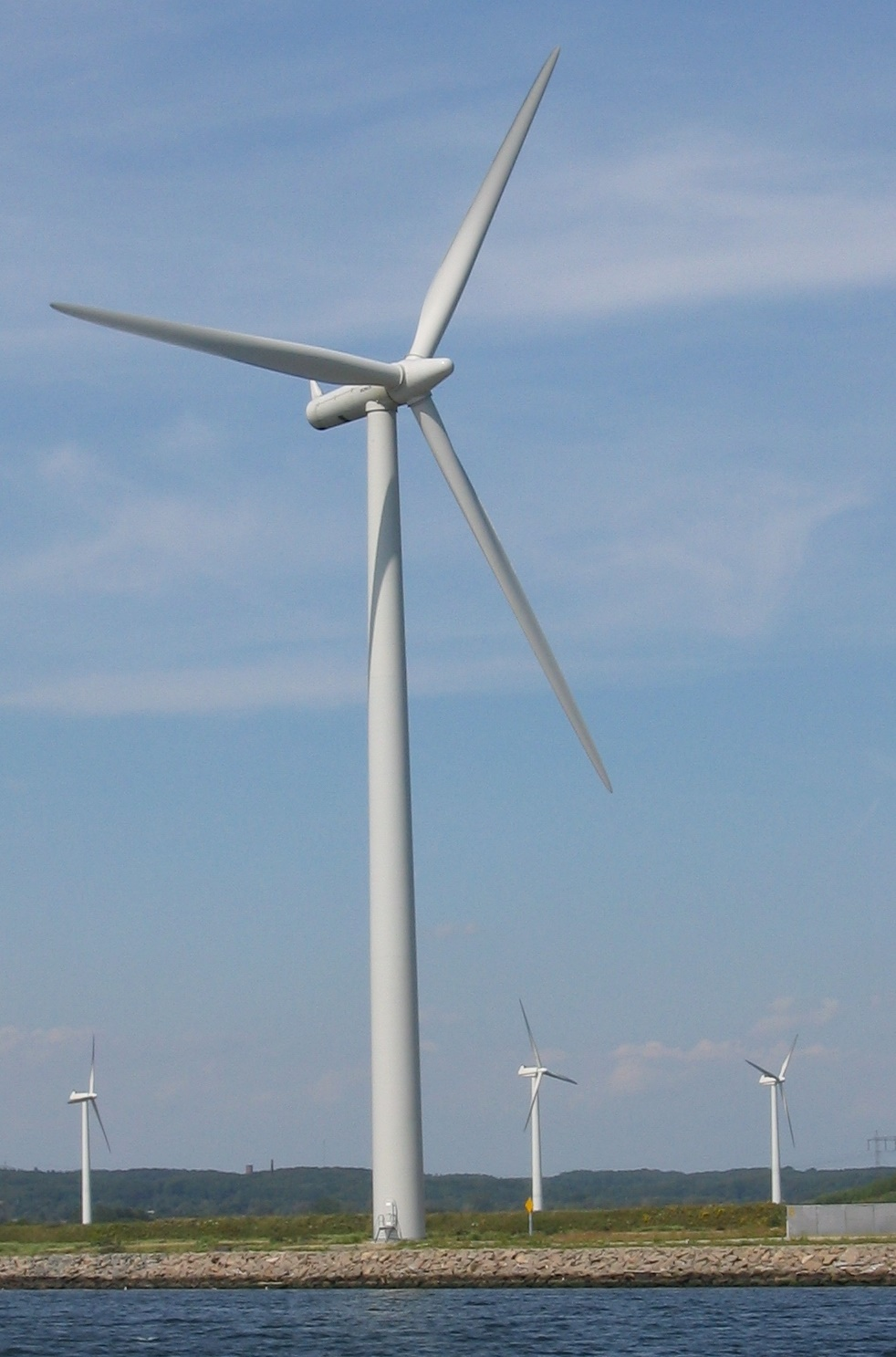
덴마크 올보르 인근에 있는 풍력 터빈의 모습. 이 풍력 터빈과 같은 재생 에너지 프로젝트는 일반적인 유형의 탄소 상쇄 프로젝트 가운데 하나이다.

탄소 상쇄(carbon offset)는 기업이 다른 곳에서 배출을 줄이거나 방지하거나 제거하는 프로젝트에 투자하여 온실가스 배출 상쇄를 보상할 수 있도록 하는 탄소 거래 메커니즘이다. 기업이 탄소 상쇄 프로그램에 투자하면 한 기업이 다른 기업에 제공하는 순 기후 혜택을 설명하는 탄소 크레딧(carbon credit) 또는 상쇄 크레딧(offset credit)을 받는다. 정부나 독립 인증 기관의 인증을 받은 후에는 기관 간에 크레딧을 거래할 수 있다. 1탄소 배출권은 1미터톤의 이산화탄소 또는 그에 상응하는 이산화 탄소(CO2e)의 감소, 회피 또는 제거를 나타낸다.
다양한 온실가스 감축 프로젝트는 계획에 따라 상쇄 및 배출권을 받을 수 있다. 일부에는 벌목 및 묘목 심기를 피하는 임업 프로젝트, 풍력 발전소, 바이오매스 에너지, 바이오가스 소화조, 수력 발전 댐과 같은 재생 에너지 프로젝트 및 에너지 효율 프로젝트가 포함된다. 추가 프로젝트에는 이산화탄소 제거 프로젝트, 탄소 포집 및 저장 프로젝트, 매립지와 같은 다양한 환경에서 메탄 배출 제거가 포함된다. 탄소 격리에 대한 공로를 인정하는 많은 프로젝트는 탄소 격리 능력을 과장했기 때문에 그린워싱이라는 비판을 받았으며 일부 프로젝트는 실제로 전체 배출량을 증가시키는 것으로 나타났다.
탄소 상쇄 및 배출권 프로그램은 국가가 파리 협정의 목표를 달성하기 위해 국가 결정 기여(NDC) 약속을 충족할 수 있는 메커니즘을 제공한다.  파리 협정 제6조에는 탄소 시장을 포함해 기후 목표를 향한 국가 간 '자발적 협력'을 위한 세 가지 메커니즘이 포함되어 있다. 6.2조는 국가들이 서로 탄소배출권과 재생에너지 단위를 직접 거래할 수 있도록 허용했다. 6.4조는 국가 또는 기업이 기후 목표 달성을 돕기 위해 다른 국가에서 생성된 탄소 배출권을 사용할 수 있도록 허용하는 새로운 국제 탄소 시장을 설립했다.
탄소 상쇄 및 배출권 프로그램은 주장된 배출 감소량이 실제 달성된 감소량에 비해 부풀려질 수 있기 때문에 더욱 정밀한 조사를 받고 있다. 신뢰할 수 있으려면 배출량 감소가 세 가지 기준을 충족해야 한다. 즉, 무한정 지속되어야 하고, 어차피 발생할 배출량 감소에 추가되어야 하며, 약속된 감소량이 실제로 달성되었는지 확인하기 위해 측정 및 모니터링되어야 한다.

## 같이 보기
- 탄소세